# West Union, Iowa
West Union är administrativ huvudort i Fayette County i delstaten Iowa. Orten har fått sitt namn efter West Union, Ohio. West Union hade 2 486 invånare enligt 2010 års folkräkning.